# BMC ADO9
BMC ADO9 är en serie personbilar, tillverkad av British Motor Corporation mellan 1958 och 1971.

## Bakgrund
I mitten av 1950-talet började BMC rationalisera sitt omfattande modellprogram. Första projektet blev en ny mellanklassbil som skulle ersätta alla tidigare varianter. Alla märken kom att dela samma motor och kaross. Bilarna skildes bara åt genom detaljutsmyckning på utsidan, olika utrustningsnivå på interiören och motorns trimningsgrad. Tekniken var ytterst konventionell och baserades på Austins A50-modell. Många lösningar delades med den större, sexcylindriga ADO10. Karossen ritades av Pininfarina och hade hans tidstypiska fenor på bakskärmarna.

## ADO9 (1958-61)
BMC:s nya mellanklassare introducerades, en modell efter den andra, mellan december 1958 och april 1959. Austin och Morris versioner var identiska, sånär som på kylargrill och instrumentbräda. Den lyxigare Wolseleyn hade mer påkostad inredning och sin traditionella Wolseley-kylare. Den sportigare MG:n hade också egen front och starkare tvåförgasarmotor. Den hade även annan snits på bakskärmarnas fenor. Rileyn var en lyxigare variant av MG:n, med mer påkostad inredning och instrumentering och sin traditionella kylargrill.
En kombi-version av Austin och Morris presenterades på våren 1961.
Totalt tillverkas bilen i fem olika versioner:
- Austin A55 Cambridge Mk II: basversion med enkelförgasarmotor.
- Morris Oxford Series V: basversion med enkelförgasarmotor.
- Wolseley 15/60: lyxigare version med enkelförgasarmotor.
- MG Magnette Mk III: sportigare version med dubbelförgasarmotor.
- Riley 4/68: lyxigare och sportigare version med dubbelförgasarmotor.

## ADO38 (1961-71)
Hösten 1961 introducerades den förbättrade ADO38. Den hade en större 1600cc motor, modifierad hjulupphängning med längre hjulbas och mindre fenor på bakskärmarna.
På modellprogrammet stod nu:
- Austin A60 Cambridge
- Morris Oxford Series VI
- Wolseley 16/60
- MG Magnette Mk IV
- Riley 4/72

Sedan Leyland Motors tagit över 1968 började Farina-modellerna fasas ut. Magnette lades ned i april 1968, Austin och Riley försvann under 1969, medan Morris- och Wolseley-versionerna fanns kvar tills produktionen av Morris Marina startade våren 1971.

## ADO46 (Diesel 1961-71)
Från hösten 1961 såldes bilen även med dieselmotor. Efterfrågan bland privatpersoner på hemmamarknaden var liten, men den blev populär som taxi.
Med dieselmotorn såldes:
- Austin A60 Cambridge
- Morris Oxford Series VI

## Motor
ADO9 var försedd med BMC:s B-motor, som varit i produktion sedan Austin A40 Dorset presenterades 1947. 1961 förstorades den till 1600cc. Samtidigt infördes automatlåda som extrautrustning.
Dieselmotorn var en konvertering av den vanliga B-motorn i 1500cc version.
| Modell  | Motor              | Cylindervolym | Effekt | Bränslesystem       |
| ------- | ------------------ | ------------- | ------ | ------------------- |
| 1500    | 4-cyl radmotor ohv | 1489 cm³      | 52 hk  | Enkel SU förgasare  |
| 1500 TC | 4-cyl radmotor ohv | 1489 cm³      | 64 hk  | Dubbla SU förgasare |
| 1600    | 4-cyl radmotor ohv | 1622 cm³      | 61 hk  | Enkel SU förgasare  |
| 1600 TC | 4-cyl radmotor ohv | 1622 cm³      | 68 hk  | Dubbla SU förgasare |
| Diesel  | 4-cyl radmotor ohv | 1489 cm³      | 40 hk  | Dieselmotor         |

## Bilder

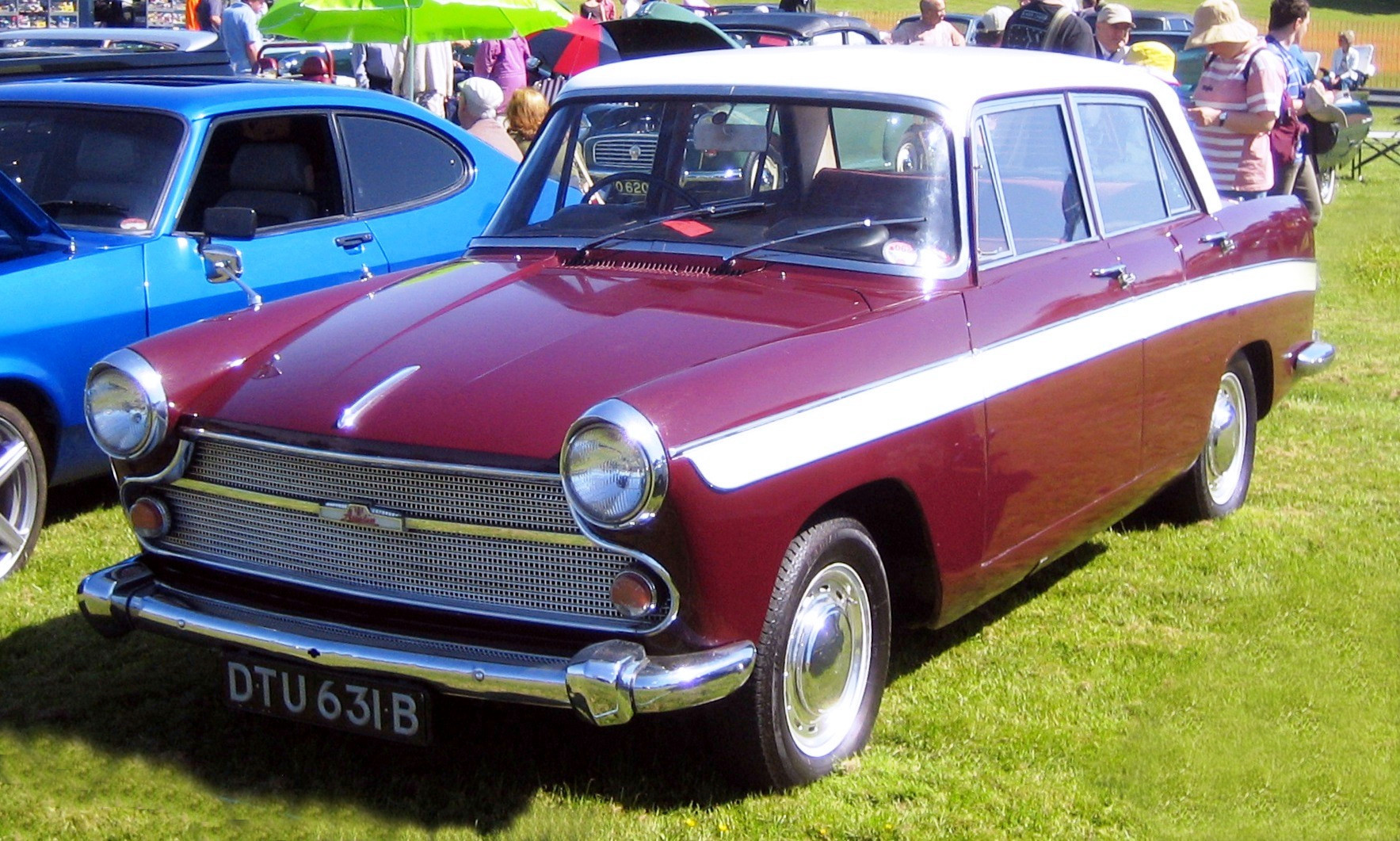
Austin A60 Cambridge
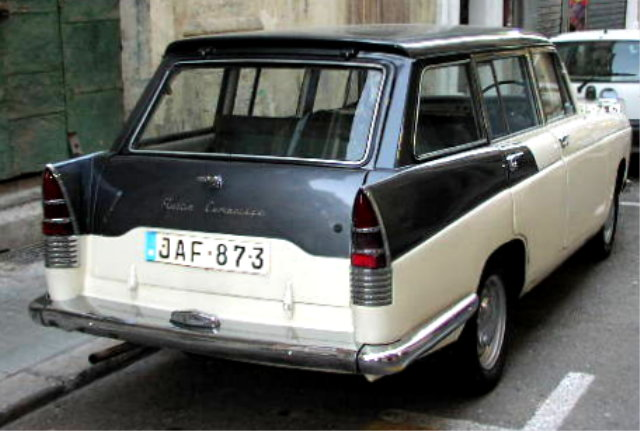
Austin A60 kombi.
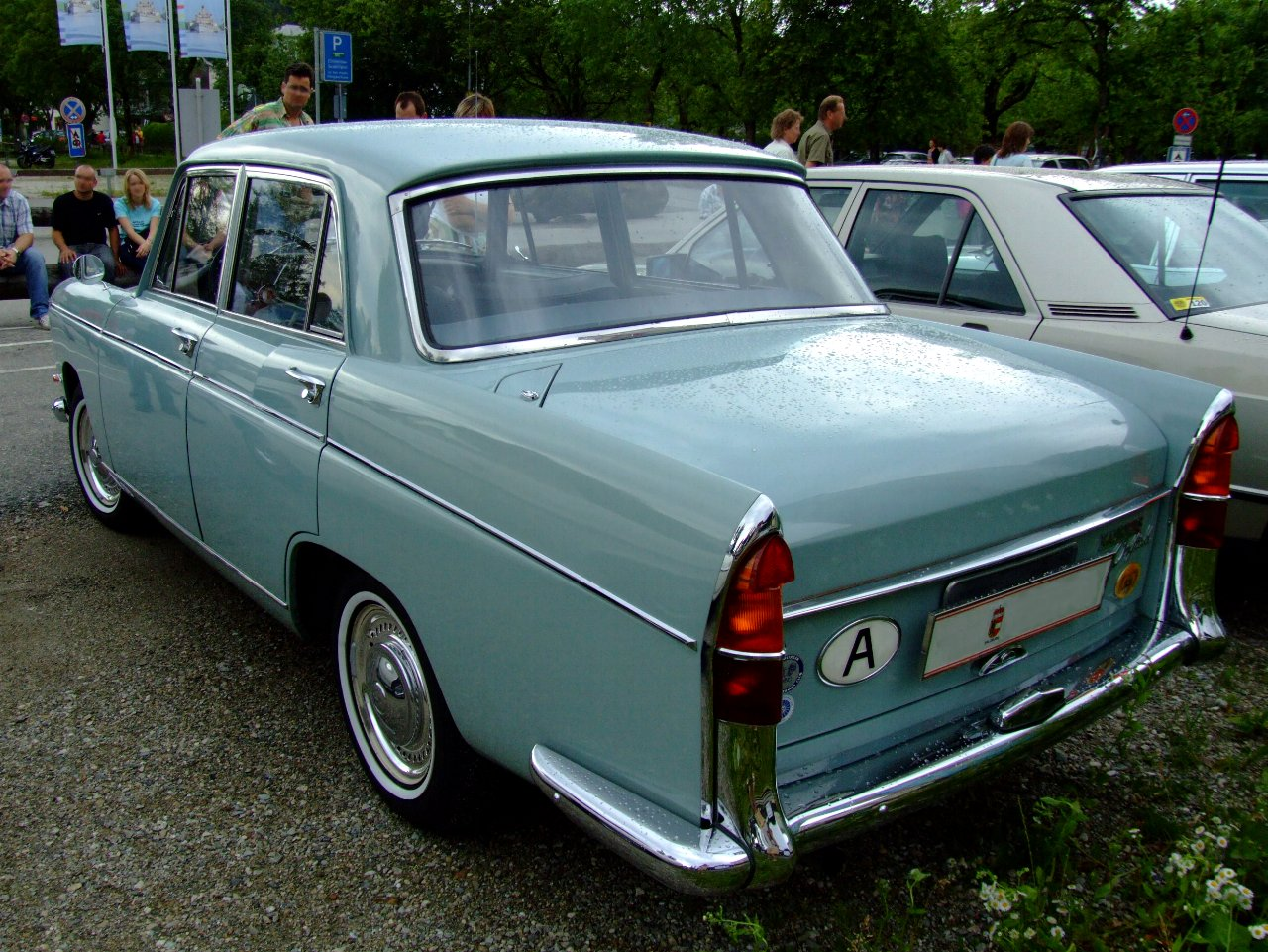
ADO38 Morris Oxford, med lägre fenor.
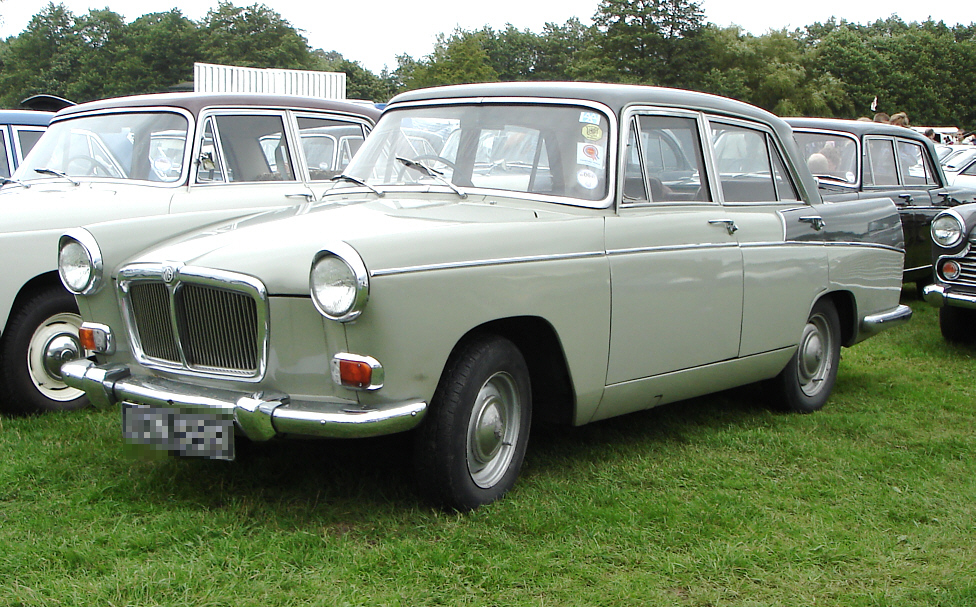
MG Magnette
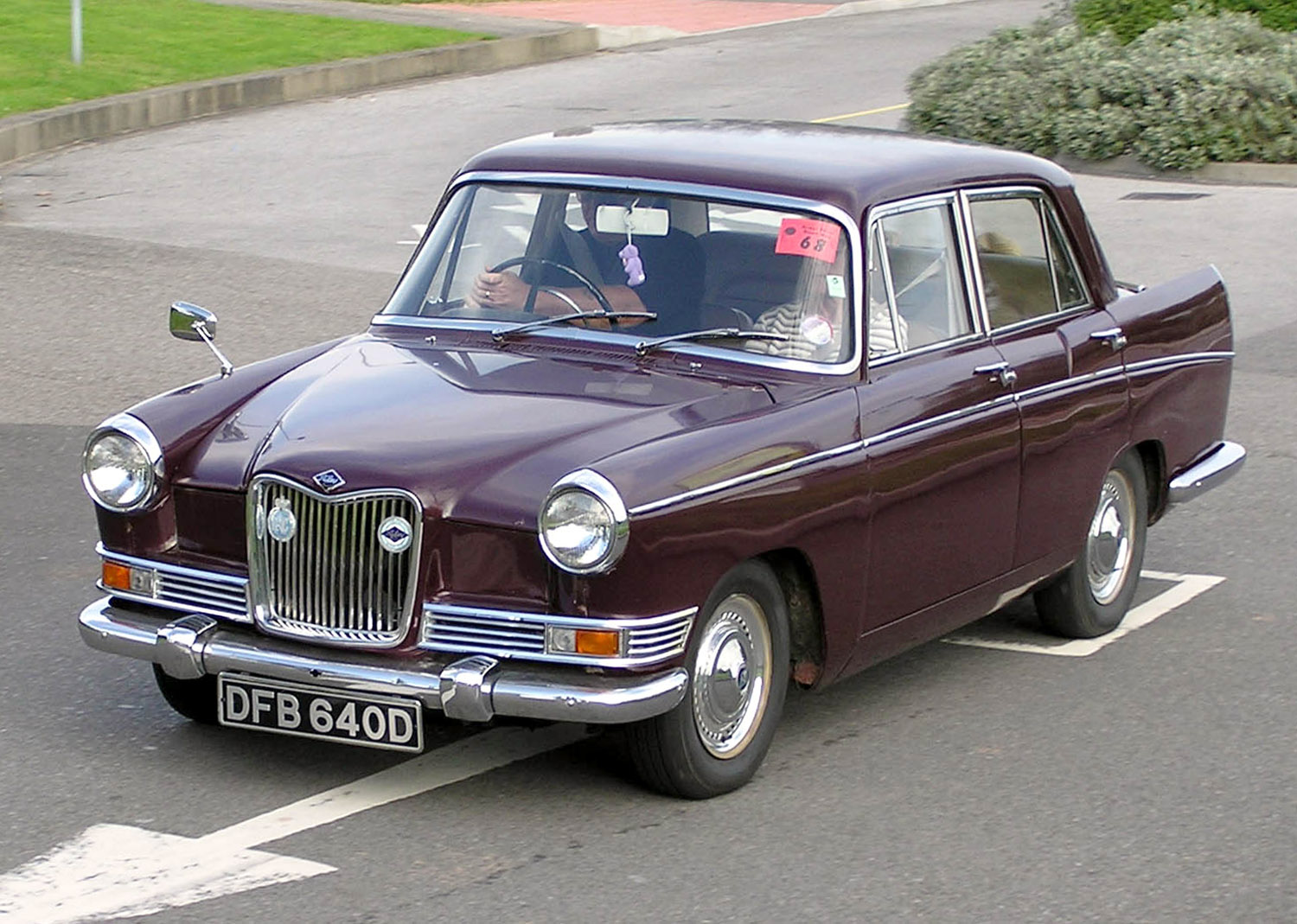
Riley 4/72
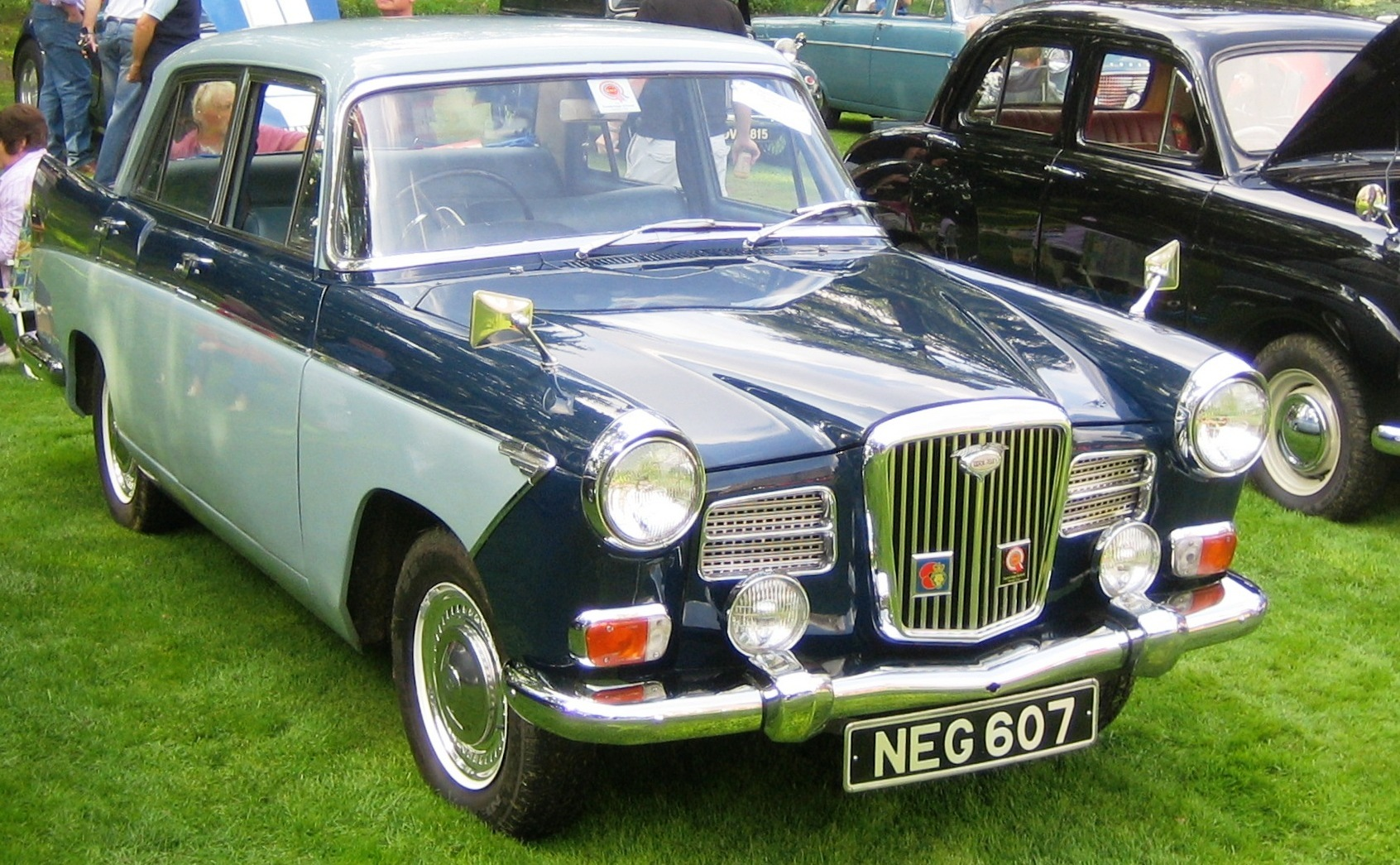
Wolseley 15/60

## Tillverkning
| Modell   | Antal      |
| -------- | ---------- |
| Austin   | Ca 575 000 |
| Morris   | Ca 296 000 |
| Wolseley | Ca 87 700  |
| MG       | Ca 31 000  |
| Riley    | Ca 25 000  |